# Sołectwo
Een sołectwo [sɔˈwɛt͡stfɔ]ⓘ (uitspraak: "sowetstfo") of schoutambt is een bestuurlijke eenheid, en onderdeel van een gmina, een gemeente in Polen.
Meestal bestaat een sołectwo uit één dorp of gehucht, maar soms worden grote dorpen opgedeeld in sołectwo's (meervoud in het Pools: sołectwa) of is een sołectwo samengesteld uit kleine dorpen of gehuchten.

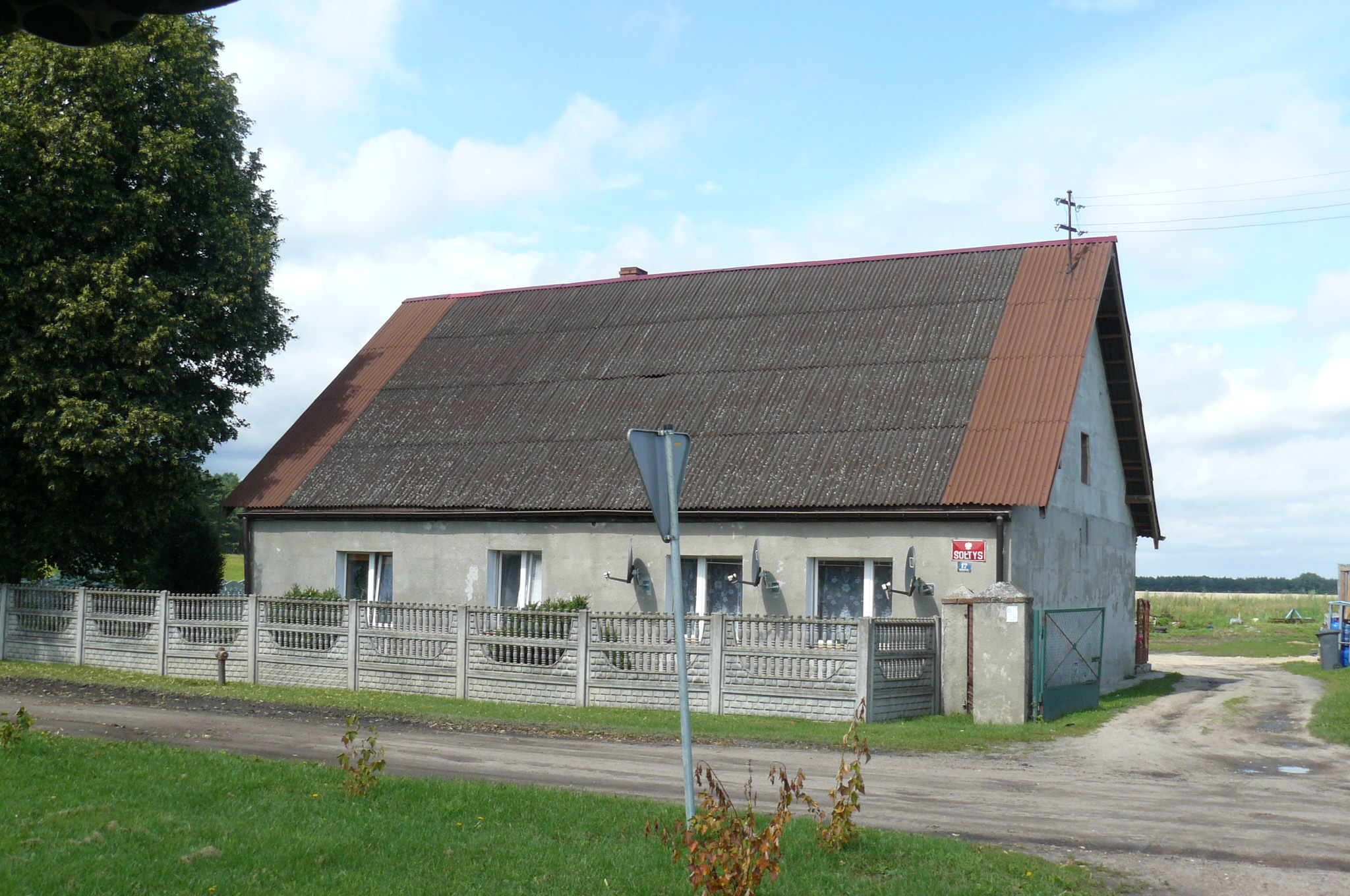
huis van de schout in Niedźwiedziny, gemeente Skoki

Aan het hoofd van een sołectwo staat een gekozen sołtys (schout). Aan de woning van de schout is gewoonlijk een rood bord bevestigd met het woord sołtys in witte letters.